# Hinko Hinković
Hinko Hinković (Vinica, 1854. – Zagreb, 1929.), hrvatski odvjetnik, publicist i političar. 

## Životopis
Hinković (pravim imenom Heinrich Moses) je rođen 11. rujna 1854. godine u Vinici, blizu Varaždina, u židovskoj obitelji. Kasnije u životu je promijenio ime i prezime, te se pokrstio. Unatoč tome do kraja života se identificirao sa židovstvom. Član Stranke prava i jedan od najbližih suradnika Ante Starčevića. Krajem 1870-ih glavni urednik stranačkog glasila Sloboda. Kad je otišao u Pariz na daljnje nauke, na mjestu urednika naslijedio ga je Milan Kerdić. U studenom 1879. objavljuje programatski članak "Fiat lux!" (Neka bude svjetlo!), u kojem relativizira Starčevićevo učenje da su Srbi i Slovenci zapravo Hrvati. Iako je pogrešno što pravoslavci sebe nazivaju Srbima, ne treba im silom nametati hrvatstvo, jer to je u korist zajedničkog neprijatelja, Austrije. Dovoljno je da se priznaju hrvatskim državljanima, te da grade zajedničku budućnost s Hrvatima. Hinković napušta stav Starčevića i Eugena Kvaternika da u jednoj državi može postojati samo jedan narod. Uz "politički" narod, nositelja državnosti, počeo je računati i s "genetičkim" ili "kulturnim" narodom, tj. svjesnom zajednicom koja je nastala na temelju istog porijekla i kulturne tradicije. Srbi se u genetičkm smislu mogu smatrati posebni narodom, a u političkom se smatrati Hrvatima, tj. graditi hrvatsku državu a ne težiti proširenju srpske. (Gross, str. 217-220) Pogledajte u članku Nacija o razlici dva pojma nacije: Kulturnation i Staatnation. 
Godine 1884., nakon izbora na kojima je Stranka prava postigla veliki uspjeh (24 mandata), na početku zasjedanja novog saziva Sabora, Hinković u ime stranke podnosi Adresu kralju. Adresa naglašava suverenost hrvatskog naroda, osuđuje austro-ugarski dualizam, odriče zakonitost Hrvatsko-ugarske nagodbe, zahtijeva ujedinjenje svih hrvatskih zemalja (Hrvatske i Slavonije, Vojne krajine, Dalmacije, Bosne i Hercegovine i slovenskih zemalja), prosvjeduje protiv prevelikih daća i drugih zloupotreba, osuđuje ponašanje državnih činovnika koji su se pretovrili u slijepe agitatore (mađarske) vlade te siju razdor među pučanstvo, tj. među Hrvate i Srbe. (Gross, str. 227–228)
Kasnije dolazi u sukob sa Starčevićem i napušta stranku.
Jedan od osnivača Hrvatsko-srpske koalicije 1905. godine. 
Istakao se kao glavni branitelj na Veleizdajničkom procesu godine 1909. 
U doba Prvog svjetskog rata boravi u emigraciji i djeluje kao član Jugoslavenskog odbora. Boravi u SAD, gdje je razvio snažnu promidžbu protiv Austro-Ugarske i za stvaranje jugoslavenske države.
Pisac mnogih antiklerikalnih brošura, spiritističkih spisa i antiaustrijskih brošura, tiskanih na francuskom i engleskom. Objavio memoare Iz velikog doba 1927.